# 44195 Michaelcordova
44195 Michaelcordova è un asteroide della fascia principale. Scoperto nel 1998, presenta un'orbita caratterizzata da un semiasse maggiore pari a 2,5410889 au e da un'eccentricità di 0,2579700, inclinata di 9,08482° rispetto all'eclittica.
Nel 2023 l'asteroide era stato inizialmente battezzato 44195 Cordova per poi essere corretto nella denominazione attuale.
L'asteroide è dedicato al pilota statunitense Michael Cordova, membro del consiglio dell'osservatorio Lowell.